# Božić Herculea Poirota
Božić Herculea Poirota je roman Agathe Christie iz 1939. u kojem slučaj rješava slavni Hercule Poirot.

## Sinopsis
Badnjak je. Tradicionalni ručak u obitelji Lee i cijela obitelj je na okupu. No stari gospodin Lee je brutalno ubijen. Slučaj preuzima Hercule Poirot. Ispituje sve ukućane i traži tragove da mu pomognu da riješi slučaj. Slučaj je težak jer se dogodio u zatvorenoj sobi. Mnoge osobe otkrivaju da nisu ono što su se predstavili. Ubojica je bio nezakoniti sin Alfreda Leeja, koji je ujedno i mjesni policajac koji istražuje slučaj. 
Simeon Lee je veoma škrt,samodopadan starac koji se obogati o na dijamantima u Južnoj Africi.Bio je u braku sa ženom Adeleidom.Često ju je varao i ima nezakonite sinove i kćeri svuda po svijetu.Te veze nije pokušavao skriti od svoje žene,nadasve,hvalio se njima,a ona je sve to šutke trpjela.Za Božić,starac poziva čitavu obitelj na okup,uključujući svog razmetnog sina Harryja,slikara i sanjara Davida i njegovu ženu Hildu,Georgea i njegovu ženu Magdalene,te svog sina Alfreda i njegovu ženu Lidyu(oni su otprije živjeli u kući).Posebno iznenađenje je gospođica Pilar Estravados,unuka Simeona Lee.Pilar je Jenniferina kćer(zakonita kćerka Simeona) koja je živjela u Španjolskoj.Božićnu zabavu za starog Leeja uljepšao je i još jedan novi član-Sthepan Farr,sin njegova prijatelja....

## Ekranizacija
Ekraniziran je u šestoj sezoni (1994.–96.) TV serije Poirot s Davidom Suchetom u glavnoj ulozi.
2006. na francuskoj televiziji je prikazana miniserija u četiri dijela Petits meurtres en famille, snimljena po ovom romanu.

## Poveznice
- Božić Herculea Poirota  Arhivirana inačica izvorne stranice od 12. rujna 2014. (Wayback Machine) na Agatha-Christie.net, najvećoj domaćoj stranici obožavatelja Agathe Christie